# Voschodprogrammet

Voschodprogrammet syftade till att ha en multibesättning i de sovjetiska rymdflygningarna. Det var den andra generationens sovjetiska rymdfarkoster.
Sex bemannade flygningar var planerade, men endast två genomfördes.

## Rymdflygningar
| Flygning  | Besättning                                                                                                 | Uppskjutning (UTC)        | Landning (UTC)            | Tid                                     |
| --------- | --- | ------------------------- | ------------------------- | --------------------------------------- |
| Voschod 1 | Vladimir M. Komarov Konstantin Feoktistov Boris Jegorov                                                    | 12 oktober 1964, 07:30:01 | 13 oktober 1964, 07:47:04 | 1 dag, 17 minuter                       |
| Voschod 1 | Första flygningen med fler än en besättningsmedlem. Första flygningen där besättningen inte bar rymddräkt. |                           |                           |                                         |
| Voschod 2 | Pavel Beljajev Aleksej Leonov                                                                              | 18 mars 1965, 07:00       | 19 mars 1965, 09:02:17    | 1 dag, 2 timmar, 2 minuter, 17 sekunder |
| Voschod 2 | Aleksej Leonov blir den första människan att genomföra en rymdpromenad.                                    |                           |                           |                                         |

## Voschodkapseln
Voschod var i grunden en modifierad Vostokkapsel. Några skillnader var, en bromsraket på toppen av farkosten och att kosmonauterna inte övergav farkosten strax före landningen, utan landade med farkosten.